# Wilhelm Genske
Wilhelm Genske (* 31. Oktober 1885 in Weilburg; † 1958) war ein deutscher Ingenieur und Marineoffizier, zuletzt Konteradmiral (Ing.) der Kriegsmarine.

## Leben
Wilhelm Genske trat am 1. Oktober 1906 in die Kaiserliche Marine ein. Bis März 1915 war er als Waffeningenieur auf der Kaiser Friedrich III. Bis Juli 1918 war er dann Leitender Ingenieur auf den Torpedobooten V 17, V 45, S 52, V 28 und S 60. Am 13. Juli 1916 war er Marine-Oberingenieur im Range eines Oberleutnants zur See geworden. Anschließend war er bis Kriegsende Halbflottillen-Ingenieur der 3. Unterseeboots-Geleit-Halbflottille.
Nach dem Krieg wurde er in die Reichsmarine übernommen und hier am 1. April 1921 zu Kapitänleutnant (Ing.) und am 1. Oktober 1926 Korvettenkapitän (Ing.). Am 30. April 1929 wurde er aus der Marine verabschiedet.
Als Kapitän zur See (Ing.) war er 1937 Leiter der Versorgungs- und Fürsorgeabteilung der Marinestation der Ostsee. Von Juni 1938 bis März 1944 war er Kommandeur der Wehrmachtsfürsorge- und Versorgungsstellen im Wehrkreis X. Am 1. Dezember 1942 wurde er zum Konteradmiral (Ing.) befördert. Später wurde er z. V. gestellt. Von April 1944 bis Juli 1944 war er zur Verfügung des Marineoberkommandos Ostsee gestellt. Am 31. Juli 1944 wurde er verabschiedet.
Mitte Februar 1945 wurde er nach Köslin geschickt, um dort, da die Amtsinhaber geflohen waren, die Ämter des Oberbürgermeisters und des Staatskommissars zu übernehmen.